# Heemschuur De Stee
Heemschuur De Stee is een museum aan de St. Josephstraat in Teteringen.
In een Vlaamse schuur bevindt zich de collectie van de vereniging Heemkundekring Teterings Erfdeel. Te zien zijn onder meer vele gebruiksvoorwerpen ondergebracht in een keuken, een goeikamer, bijkeuken, een klas uit de jaren vijftig, kapel, beroepen en diverse agrarische voorwerpen.
Ook worden er wisseltentoonstellingen gehouden zoals in 2009 Oorlog en Bevrijding over Teteringen tijdens de Tweede Wereldoorlog. Ook worden er fietstochten rond Teteringen georganiseerd.
De Heemschuur De Stee is elke eerste zaterdag en derde zondag van de maand geopend van 14.00 tot 16.00 uur.